# Jim McCann
James "Jim" McCann (26. oktober 1944 - 5. marts 2015) var en irsk entertainer og folkemusiker. Han optrådte som soloartist det meste af sin karriere, men i perioden 1974-1979 var han en del af folkemusikergruppen The Dubliners. Han optrådte med The Dubliners igen i 2002 til deres 40-års jubilæum og igen ved deres 50-års jubilæumsturné.

## Opvækst
Som ung boede Jim McCann i Dublin og læste medicin på University College Dublin. Han blev interesseret i folkemusik på en sommerferie til Birmingham i 1964. Han begyndte at optræde på spillesteder i området, og da han vendte tilbage til Dublin blev han medlem af en gruppe kaldet The Ludlows. De havde et stort hit med en coverversion af Dominic Behan's "The Sea Around Us", der lå nr. 1 på den irske singlehitliste i fire uger.

## Solokarriere
I 1967 gik gruppen fra hinanden, og McCann begyndte sin solokarriere. Han udgav albummet McCann og optrådte i flere programmer om folkemusik på Raidió Teilifís Éireann (RTÉ).
Udover dette blev han også involveret i flere teaterproduktioner, startende med Maureen Potters "Gaels of Laughter" i 1968, og han turnerede i Irland og Storbritannien. Hans næste album kaldte han McCanned, og herefter medvirkede han i et tv-program kaldet Reflections of Jim McCann. Han blev vært på et talkshow kaldet The McCann Man.

## The Dubliners
Mens han var vært for The McCann Man mødte han Luke Kelly fra The Dubliners, som var gæst i hans program. Under udsendelsen spillede Kelly Phil Coulter sangen "Scorn Not His Simplicity", som han udførte med sparsomt akkompagnement i respekt for Coulters handicappede søn. Dette er den eneste gang Kelly har optrådt med denne sang på tv.
McCann optrådte sammen med Kelly i den originale udgave af Jesus Christ Superstar i 1973, i rollen som Peter. I april 1974 blev McCann spurgt, om han ville være en del af The Dubliners for en periode, mens Ciaran Bourke var syg. Han blev dog et permanent medlem, da Ronnie Drew valgte at forlade gruppen kort tid efter. I sin tid med The Dubliners turnerede han med bandet og udgav flere albummer. Han forblev medlem indtil slutningen af 1979, hvor han valgte at forlade bandet, da han følte at det var for hårdt at turnere seks måneder om året.

## Senere år
Efter McCann forlod The Dubliners, fortsatte han med at optræde, turnere og udgive albummer som solokunstner. Han har optrådt adskillige gange i tv-udsendelser, heraf en hel del gange på RTÉ. Derudover har han medvirket i flere tv-programmer om folkemusik bl.a. McCann & McTell. Han har især haft succes med sit album From Tara to Here, der har solgt guld i Irland, samt nummeret "Grace" fra hans album By Request, der lå på hitlisterne i 36 uger.
Han blev genforenet med The Dubliners i 2002, hvor gruppen fejrede deres 40-års jubilæum. Der blev arrangeret er en jubilæumsturne i Europa, hvor også Ronnie Drew sluttede sig til bandet for en periode. Under turneen blev McCanns stemme mere og mere hæs, men han tilskrev det, at han brugte sin stemme for meget. I august måned blev det dog undersøgt, og han blev diagnosticeret med strubekræft. Han begyndte straks på kemoterapi og strålebehandling. Behandlingen, der tog fem måneder, var succesfuld, men hans stemme tog så meget skade, at han ikke længere kan synge. Dette indstillede mere eller mindre hans karriere.
Den 30. december 2012 deltog i en koncert på Vicar Street i Dublin med det The Dubliners. Dette var deres sidste koncert, og han spillede guitar til "Molly Malone".
McCanns død blev annonceret af hans familie 5. marts 2015 efter han havde fået strubekræft igen.

## Andet
McCann var inspireret af Lonny Donegan, Buddy Holly og Eddie Cochran.

## Diskografi
Jim McCann har både udgivet soloalbum, album med The Dubliners og The Ludlows, samt optrådt som gæst på andres udgivelser.

### Solo
- 1970 McCann – violin: John Sheahan medlem af The Dubliners
- 1972 McCanned
- 1979 Jim McCann
- 1982 Jim McCann – LIVE
- 1986 Grace
- 1987 From Tara to Here
- 1995 Irelands Greatest Love Songs
- 1999 Live in Dublin – med Denis Murray
- 2000 By Request
- 2001 Live At The Skagen Festival

#### Video/DVD som soloartist
- 1989 Two Concerts Live from Ireland: Jim McCann & The Morrisseys
- 1991 Love Songs & Stories From Ireland
- 2009 Love Songs & Stories from Ireland – genudgivelse af Love Songs & Stories from Ireland på DVD

### Opsamlingsalbum
- 1972 McCanned – ikke den samme som McCanned (under soloudgivelser), skønt navn, udgivelsesår og cover er det samme.[14]
- 1972 Streets of London
- 2004 Seems Like a Long Time
- 2005 The Best Of Jim McCann

### Antologier
- 1967 Irish Folk – diverse kunstnere
- 1968 Ballads for Drinking and the Crack – diverse kunstnere bl.a. Al O'Donnell og Emmet Spiceland
- 1980 Stars and Songs of Ireland – diverse kunstnere bl.a. The Ludlows, Tommy Makem, The Johnstons, Dublin City Ramblers (med Patsy Watchorn nuværende medlem af The Dubliners)
- 1981 My Ireland – diverse kunstnere bl.a. Red Hurley, Brendan Shine og Sandie Jones
- 1982 RTÉ's Festival Folk – Volume 1 – diverse kunstnere bl.a. Ryan's Fancy, The Fureys og Davey Arthur
- 1983 RTÉ's Festival Folk – Volume 3 – diverse kunstnere bl.a. The Dubliners, The Fureys, Dublin City Ramblers, Paddy Reilly
- 1988 Dublin Songs – diverse kunstnere bl.a. The Dubliners, The Fureys, Davey Arthur, Christy Moore og Paddy Reilly

### Genudgivelser
- 1996 Grace & Other Irish Love Songs – genudgivelse i USA
- 1997 From Tara To Here – genudgivelse af From Tara To Here
- 1998 Greatest Hits – Live – genudgivelse af Jim McCann – LIVE
- 1999 The Very Best of Jim McCann – genudgivelse af From Tara To Here
- 2001 The Collection – genudgivelse af From Tara To Here
- 2003 From Tara To Here – genudgivelse af From Tara To Here
- 2003 Irelands Greatest Love Songs – genudgivelse af Irelands Greatest Love Songs
- 2007 Jim McCann – Live – genudgivelse af Jim McCann – LIVE
- 2008 Irelands Greatest Love Songs – genudgivelse af Irelands Greatest Love Songs som digitalt download
- 2008 Grace & Other Irish Love Songs – genudgivelse af Grace & Other Irish Love Songs som digitalt download

### Udgivelser med The Dubliners
- 1974 Now
- 1977 A Parcel of Rogues
- 1977 15 Years On
- 1977 Live at Montreux

### Udgivelser med The Ludlows
- 1966 The Wind and the Sea

### Gæsteoptrædener
- 1987 25 Years Celebration med The Dubliners, Finbar Furey, Paddy Reilly, Christy Moore, Stockton's Wing, The Pogues
- 1991 Gold and Silver Days – med Paddy Reilly, The Dubliners, The Fureys og Dublin City Ramblers
- 2002 40 Years – The Dubliners
- 2003 Live From The Gaiety – The Dubliners
- 2006 Live At Vicar Street – The Dubliners
- 2011 Ar Stáitse – diverse kunstnere, Jim McCann som en del af The Dubliners

#### Video/DVD som gæsteoptrædende
- 1983 The Dubliners – Visions of Ireland – med Eamonn Campbell og Paddy Reilly
- 1987 The Late Late Show – Tribute to The Dubliners – med Eamonn Campbell, The Fureys, Christy Moore, Stockton's Wing, U2, The Pogues m.fl.
- 1999 Luke – The Documentary – interviews med Jim McCann, Ronnie Drew, Christy Moore, John Sheahan, Ian Campbell m.fl.
- 2002 Live From The Gaiety – The Dubliners
- 2005 Luke Kelly – The Performer – interviews med Jim McCann, Ronnie Drew, Barney McKenna, John Sheahan, Damien Dempsey, Paul Brady, Paddy Reilly, m.fl.
- 2006 Live At Vicar Street – The Dubliners
- 2011 Ar Stáitse – diverse kunstnere, Jim McCann som en del af The Dubliners

## Filmografi
- Reflections of Jim McCann – TV special
- The McCann Man – TV serie
- Festival Folk – TV special
- My Ireland – TV special
- McCann & McTell – TV special

## Teater[1][2]
- 1968 Gaels of Laughter
- 1973 Jesus Christ Superstar – Peter
- Joseph and the Amazing Technicolor Dreamcoat – Fortæller